# Agustín Allione
Agustín Lionel Allione (Santa Fe, 28 november 1994) is een Argentijns-Italiaans voetballer die doorgaans speelt als middenvelder. In februari 2025 verliet hij Los Andes.

## Clubcarrière
Allione speelde in zijn jeugd vooral in de opleiding van Vélez Sarsfield. Bij die club mocht de middenvelder dan ook zijn debuut maken. Op 10 juni 2012 speelde hij mee tijdens het duel tegen Atlético de Rafaela in de Clausura van 2012. Allione viel tijdens de met 2–1 gewonnen wedstrijd twintig minuten voor tijd in. In het seizoen 2012 was Allione al een meer belangrijke waarde geworden in het team van Vélez. In de zeventiende competitiewedstrijd was de middenvelder belangrijk met een assist op het eerste doelpunt van Lucas Pratto tegen All Boys. Door de uiteindelijke 2–0 overwinning werd Vélez die dag koploper van de competitie.
In drie seizoenen speelde Allione in totaal ruim vijftig wedstrijden in de Argentijnse competitie; in juli 2014 maakte hij de overstap naar de Braziliaanse Serie A, waar hij een contract tekende bij Palmeiras. Zijn debuut volgde op 10 augustus in de wedstrijd tegen Atlético Mineiro (2–1 verlies). Palmeiras verhuurde Allione in januari 2017 voor het kalenderjaar aan Bahia. Na een jaar verlengde Palmeiras het contract van Allione met een jaar en ook de verhuurperiode werd met een jaar verlengd. In januari 2019 werd de Argentijn opnieuw verhuurd, ditmaal aan Rosario. Het jaar erop nam Central Córdoba hem op huurbasis over. Medio 2020 verliet Allione Internacional. Hierop tekende hij in februari 2021 voor Temperley. Na zijn vertrek een jaar later tekende hij tot het einde van 2023 bij Morón. Een jaar later werd Los Andes zijn nieuwe club.